# Médaille des forces armées pour actes héroïques
La Médaille des forces armées pour actes héroïques (Forsvarets medalje for edel dåd) a été instituée en 1982 pour les actes héroïques réalisés pour les membres des forces armées norvégiennes alors qu’ils étaient en service actif.

## Description
L’avers de la médaille présente le lion norvégien.

Le revers porte l’inscription « FORSVARET FOR EDEL DÅD » (La défense pour l’acte noble).

Le ruban est rouge avec trois bandes jaunes.